# 大調査!! なるほど日本人
『大調査!! なるほど日本人』（だいちょうさ なるほどにほんじん）は、テレビ東京系列局ほかで放送されたテレビ東京・PROTX共同製作の情報番組。製作局のテレビ東京では放送時間は1999年10月2日から2002年9月28日まで、毎週土曜 22:30 - 22:54 (JST) に放送。

## 概要
世の中のあらゆる情報をリサーチしていた番組で、生島ヒロシほかレギュラー陣が「大調査日本人500人」「500人の意識調査を集計」をキャッチフレーズに企画を進めていた。スタジオには、毎回男性ゲスト1人と女性ゲスト1人を招いていた。
この番組は、総理府の単独提供で放送されていた（2001年1月以降は内閣府の単独提供）。テレビ東京系列局のほか、一部TBS系列局やフジテレビ系列局、独立UHF局などでも放送されていた。

## 出演者

### 司会
- 生島ヒロシ
- 佐々木明子（テレビ東京アナウンサー）

### その他の主な出演者
- 土屋佳子（フリーアナウンサー）
- 岡田亜紀（フリーアナウンサー） - 2001年7月から出演。

◾︎大久保由美子（久保優子）（フリーアナウンサー・女優）

### ナレーター
- 加藤有生子
- 野島裕史

## エンディングテーマ
- KAMEN （横須賀ゆめな）
- Silent on-looker （Laputa）
- アイアイサ（DASEIN）
- ラムのラブソング（Gemini）

## 放送局
| 放送対象地域   | 放送局         | 系列              | 放送日時           | 備考                   |
| -------------- | -------------- | ----------------- | ------------------ | ---------------------- |
| 関東広域圏     | テレビ東京     | テレビ東京系列    | 土曜 22:30 - 22:54 | 製作局                 |
| 北海道         | テレビ北海道   | テレビ東京系列    | 土曜 22:30 - 22:54 | 同時ネット             |
| 愛知県         | テレビ愛知     | テレビ東京系列    | 土曜 22:30 - 22:54 | 同時ネット             |
| 大阪府         | テレビ大阪     | テレビ東京系列    | 土曜 22:30 - 22:54 | 同時ネット             |
| 岡山県・香川県 | テレビせとうち | テレビ東京系列    | 土曜 22:30 - 22:54 | 同時ネット             |
| 福岡県         | TVQ九州放送    | テレビ東京系列    | 土曜 22:30 - 22:54 | 同時ネット             |
| 岩手県         | IBC岩手放送    | TBS系列           | 土曜 07:00 - 07:24 |                        |
| 宮城県         | 東北放送       | TBS系列           | 土曜 05:50 - 06:14 |                        |
| 山梨県         | テレビ山梨     | TBS系列           | 日曜 11:00 - 11:24 |                        |
| 鳥取県・島根県 | 山陰放送       | TBS系列           | 日曜 06:00 - 06:24 |                        |
| 高知県         | テレビ高知     | TBS系列           | 土曜 07:30 - 07:54 |                        |
| 大分県         | 大分放送       | TBS系列           | 土曜 11:00 - 11:24 |                        |
| 秋田県         | 秋田テレビ     | フジテレビ系列    | 土曜 10:00 - 10:24 |                        |
| 広島県         | テレビ新広島   | フジテレビ系列    | 日曜 06:30 - 06:54 |                        |
| 宮崎県         | テレビ宮崎     | FNS/FNN・NNN・ANN | 日曜 06:00 - 06:24 |                        |
| 福井県         | 福井放送       | NNS/NNN・ANN      | 土曜 09:30 - 09:54 |                        |
| 岐阜県         | 岐阜放送       | 独立UHF局         | 土曜 22:30 - 22:54 | 同時ネットなのかは不明 |
| 滋賀県         | びわ湖放送     | 独立UHF局         | 土曜 22:30 - 22:54 | 同時ネットなのかは不明 |
| 三重県         | 三重テレビ     | 独立UHF局         | 土曜 22:30 - 22:54 | 同時ネットなのかは不明 |
| 奈良県         | 奈良テレビ     | 独立UHF局         | 土曜 22:30 - 22:54 | 同時ネットなのかは不明 |
| 和歌山県       | テレビ和歌山   | 独立UHF局         | 土曜 22:30 - 22:54 | 同時ネットなのかは不明 |
| 京都府         | KBS京都        | 独立UHF局         | 日曜 09:00 - 09:24 |                        |